# Tadeusz Gajcy
Tadeusz Stefan Gajcy (n. 8 februarie 1922, Varșovia, Polonia – d. 16 august 1944, Varșovia, Guvernământul General) a fost un poet și prozator polonez. În timpul celui de-al Doilea Război Mondial a fost colaborator și redactor al revistei literare Sztuka i Naród (Arta și poporul).